# Eğribayat, Selçuklu
Eğribayat là một xã thuộc quận Selçuklu, tỉnh Konya, Thổ Nhĩ Kỳ. Dân số thời điểm năm 2011 là 302 người.